# Зима до костију
Зима до костију (енгл. Winter’s Bone) амерички је нео ноар из 2010. у режији Дебре Граник, а снимљен је по истоименом роману Данијела Вудрела из 2006. Филм је био номинован за четири Оскара 2011, за Златни глобус 2010, на Берлинском филмском фестивалу 2010. добио је награду Међународне конференције уметничких биоскопа, а на Филмском фестивалу Санденс 2010. награђен је Великом наградом жирија.